# Districtul Larnaca
Districtul Larnaca (greacă Λάρνακα, turcă Larnaka) este unul dintre cele șase districte ale Ciprului. O mică parte din nordul districtului este controlată de către Republica Turcă a Ciprului de Nord care îl administrează în cadrul Districtului Nicosia. 
Aici există Aeroportul Internațional Larnaca, principalul aeroport al Ciprului.
În 2011, Districtul Larnaca avea o populație de 143.192, din care 59% urbană.

## Așezări
- Agia Anna
- Agioi Vavatsinias
- Agios Thedoros
- Alaminos
- Alethriko
- Anafotia
- Anglisides
- Aplanta
- Aradippou
- Arsos
- Athienou
- Avdellero
- Choirokoitia
- Delikipos
- Dromolaxia
- Goșși
- Kalavasos
- Kalo Chorio
- Kato Drys
- Kellia
- Kiti
- Kivisili
- Klavdia
- Kofinou
- Kornos
- Lageia
- Larnaca
- Lefkara
- Livadia
- Mari
- Maroni
- Mazotos
- Melini
- Melouseia
- Meneou
- Menogeia
- Mosfiloti
- Odou
- Ora
- Ormideia
- Oroklini
- Pergamos
- Pervolia
- Petrofani
- Psematismenos
- Psevdas
- Pyla
- Pyrga
- Skarinou
- Softades
- Tersefanou
- Tochni
- Tremetousia
- Troulloi
- Vavatsinia
- Vavla
- Xylofagou
- Xylotymvou
- Zygi